# Clavatula milleti
Clavatula milleti is een slakkensoort uit de familie van de Clavatulidae. De wetenschappelijke naam van de soort is voor het eerst geldig gepubliceerd in 1851 door Petit de la Saussaye.